# Orchonské údolí
Kulturní krajina údolí Orkhonu je název památky světového kulturního dědictví UNESCO v Mongolsku. Celková plocha chráněného území je 1219 km². Sestává z rozsáhlých oblastí pastvin na obou březích řeky Orchon a zahrnuje četné archeologické pozůstatky pocházející až z 6. století, např. Karakorum, hlavní město mongolského rozsáhlého impéria v 13. a 14. století. Souhrnně pozůstatky v údolí odrážejí symbiotické vazby mezi kočovnými, pasteveckými společnostmi a jejich správními a náboženskými centry a význam údolí Orkhon v historii Střední Asie. Pastviny jsou stále spásány stády mongolských kočovných pastevců.
Mezi archeologické lokality a historické stavby v údolí patří mimo jiné:
- Ordu Balık,
- Karakorum,
- klášter Erdene Zuu,
- klášter Tövkhön.

## Galerie

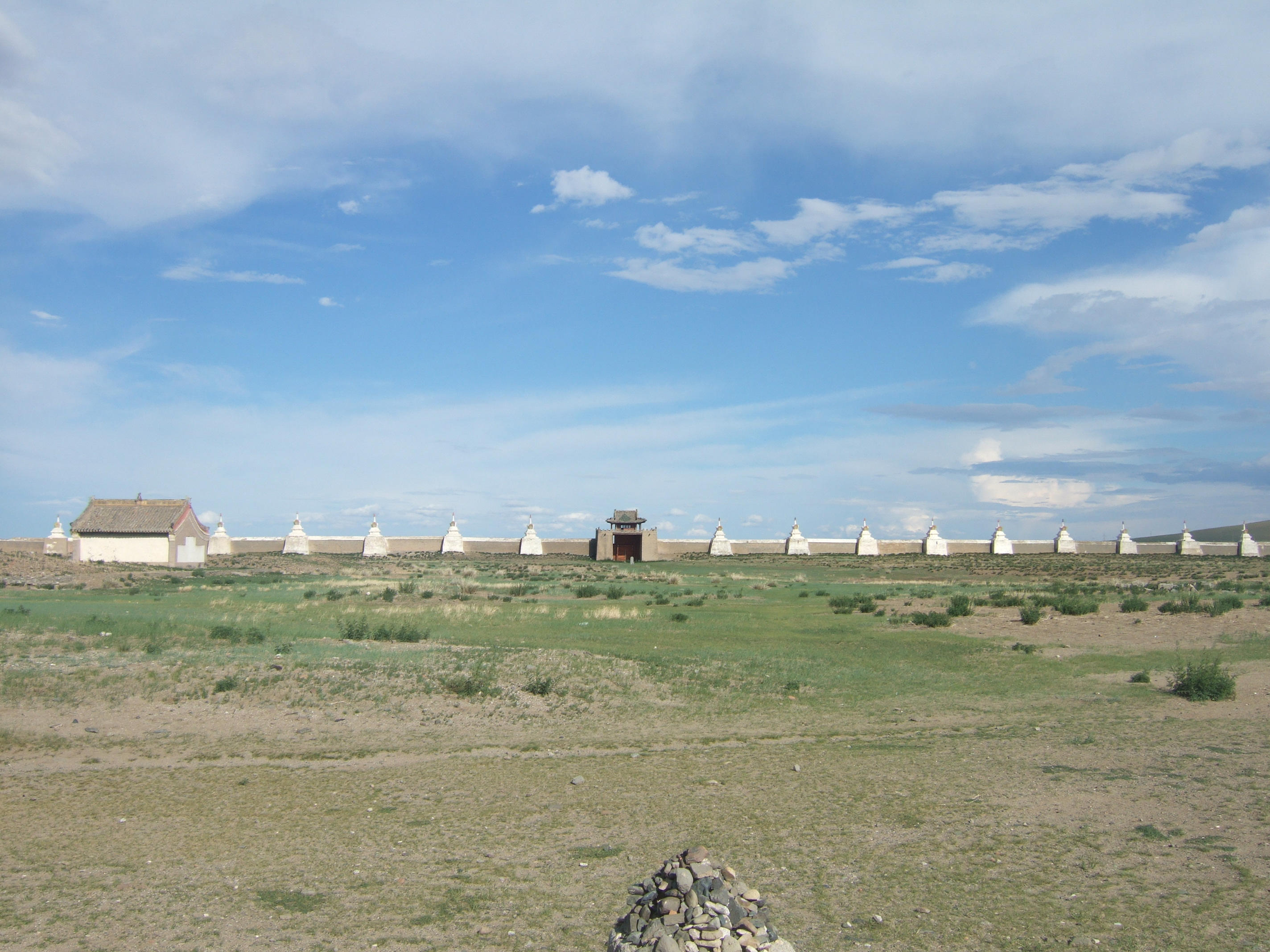
Karakorum
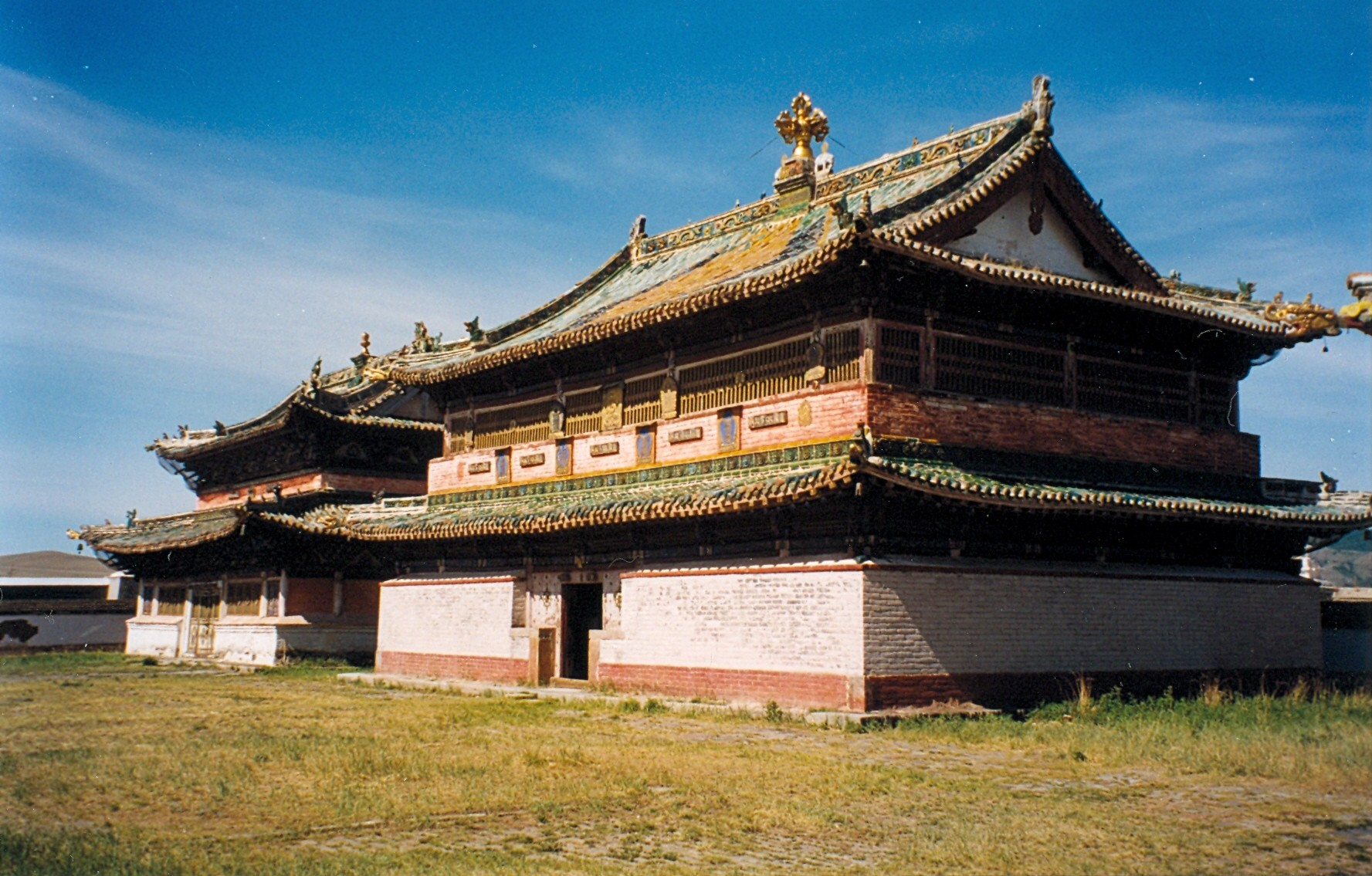
Erdene Zuu
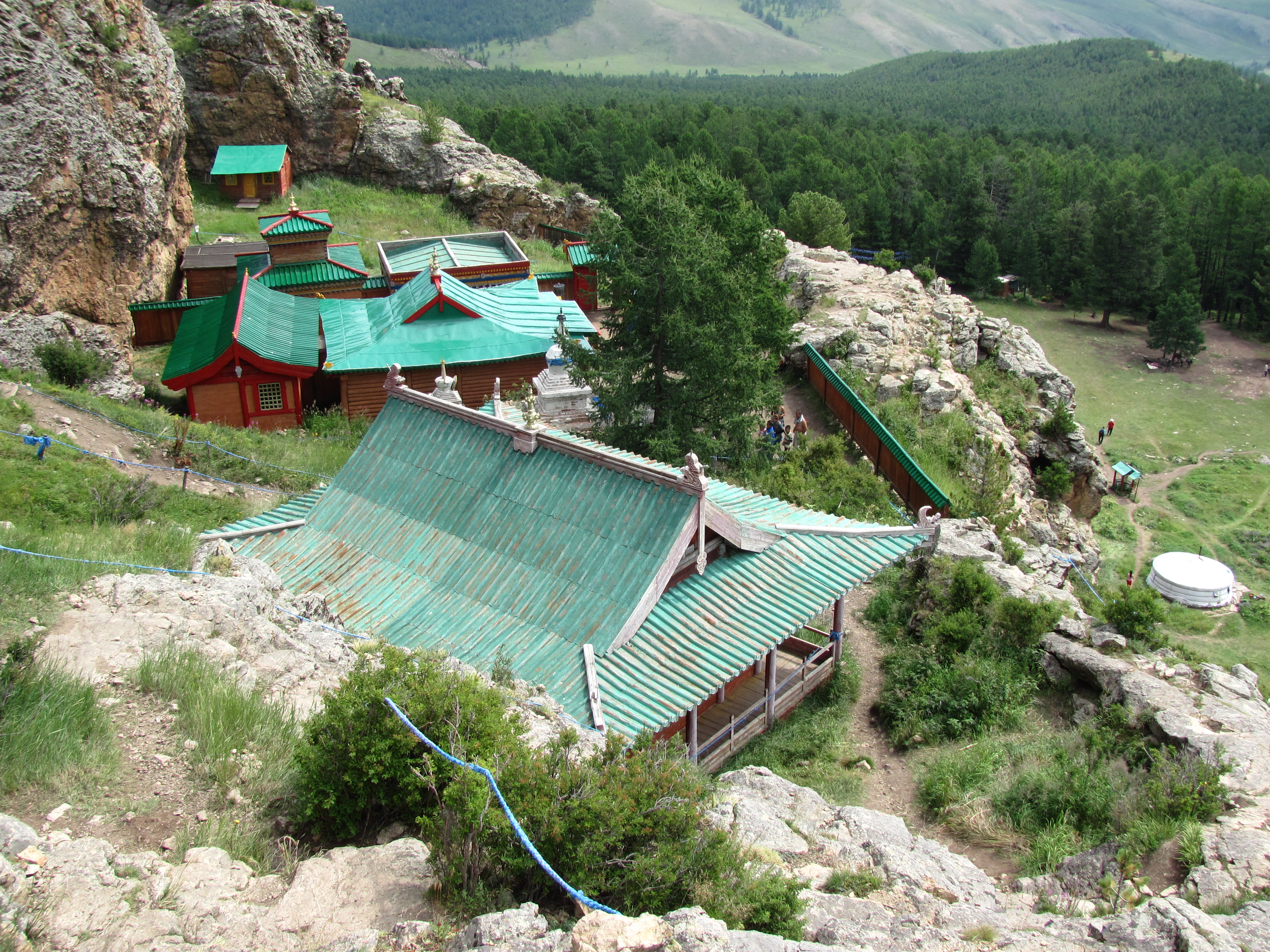
Tövkhön